# Faafouès
Les Faafouès constituent un sous-groupe ethnique des Baoulés, un peuple Akan de Côte d'Ivoire,. Leur nom, qui signifie "les gens de la droite", leur a été attribué par la Reine Pokou, une figure légendaire de l'histoire baoulé. Les Faafouè étaient positionnés à l'aile droite de l'armée de la Reine lors de ses batailles et ont joué un rôle significatif dans la résistance contre la colonisation française.

## Origine et histoire
Les Faafouès se sont installés dans la région Est et Sud de Bouaké, limitrophes des groupes Ahali, N'Dranouan et Sa,. Selon les traditions orales, leur premier village, Kplessou a été fondé par un migrant du sous groupe Ndranoua qui a chassé les Grouro de leurs terres. L'expansion des Baoulés en Côte d'Ivoire a été marquée par leur implication dans l'exploitation des aurifère, notamment après d'or à Korkum Boka, ce qui a attiré de nombreux membres de ce groupe vers la région.

## Résistance à la colonisation
Les Faafouès ont montré une forte résistance à l'administration coloniale française dès la fin du XIXe siècle. En décembre 1898, ils se sont rebellé contre un nouvel impôt imposé par les autorités coloniales. Cette révolte a duré deux ans et a été caractérisée par des affrontements violents avec les forces françaises. Leur engagement dans les luttes pour l'indépendance témoignent de leur esprit combatif et de leur désir d'autonomie.

## Structure sociale et culture
Les Faafouès, comme d'autres groupes Baoulés, partagent une langue commune et une culture marquée par des croyances et des pratiques variées. Ils sont souvent perçus comme un peuple uni malgré les variations linguistique et culturelles au sein des différents sous-groupes. La légende de la reine Pokou joue un rôle central dans leur identité collective.